# Aethalura scopularia
Aethalura scopularia är en fjärilsart som beskrevs av Carl Peter Thunberg 1784. Aethalura scopularia ingår i släktet Aethalura och familjen mätare. Inga underarter finns listade i Catalogue of Life.